# Ogonów (Kamiennik)
Ogonów (deutsch Ogen, 1936–1945 Feldheim) ist ein Dorf der Landgemeinde Kamiennik im Powiat Nyski in der Woiwodschaft Opole in Polen.

## Geographie

### Geographische Lage
Das Straßendorf Ogonów liegt im Südwesten der historischen Region Oberschlesien im Grenzbereich zu Niederschlesien. Der Ort liegt etwa sechs Kilometer südöstlich vom Gemeindesitz Kamiennik, etwa 15 Kilometer nordwestlich der Kreisstadt Nysa und etwa 65 Kilometer südwestlich der Woiwodschaftshauptstadt Opole.
Ogonów liegt in der Przedgórze Sudeckie (Sudetenvorgebirge) innerhalb der Wzgórza Niemczańsko-Strzelińskie (Nimptsch-Strehlen-Höhen). Das Dorf liegt an der Cielnica (Tellnitz), einem linken Zufluss der Glatzer Neiße. Südöstlich verlaufen die Schienen der stillgelegten Bahnstrecke Otmuchów–Przeworno.

### Nachbarorte
Nachbarorte von Ogonów sind im Norden Zurzyce (Zauritz), im Osten Karłowice Małe (Klein Karlowitz), im Südosten Siedlec (Zedlitz), im Süden Starowice (Starrwitz), im Südwesten Białowieża (Pillwösche) sowie im Nordwesten Goworowice (Gauers).

## Geschichte

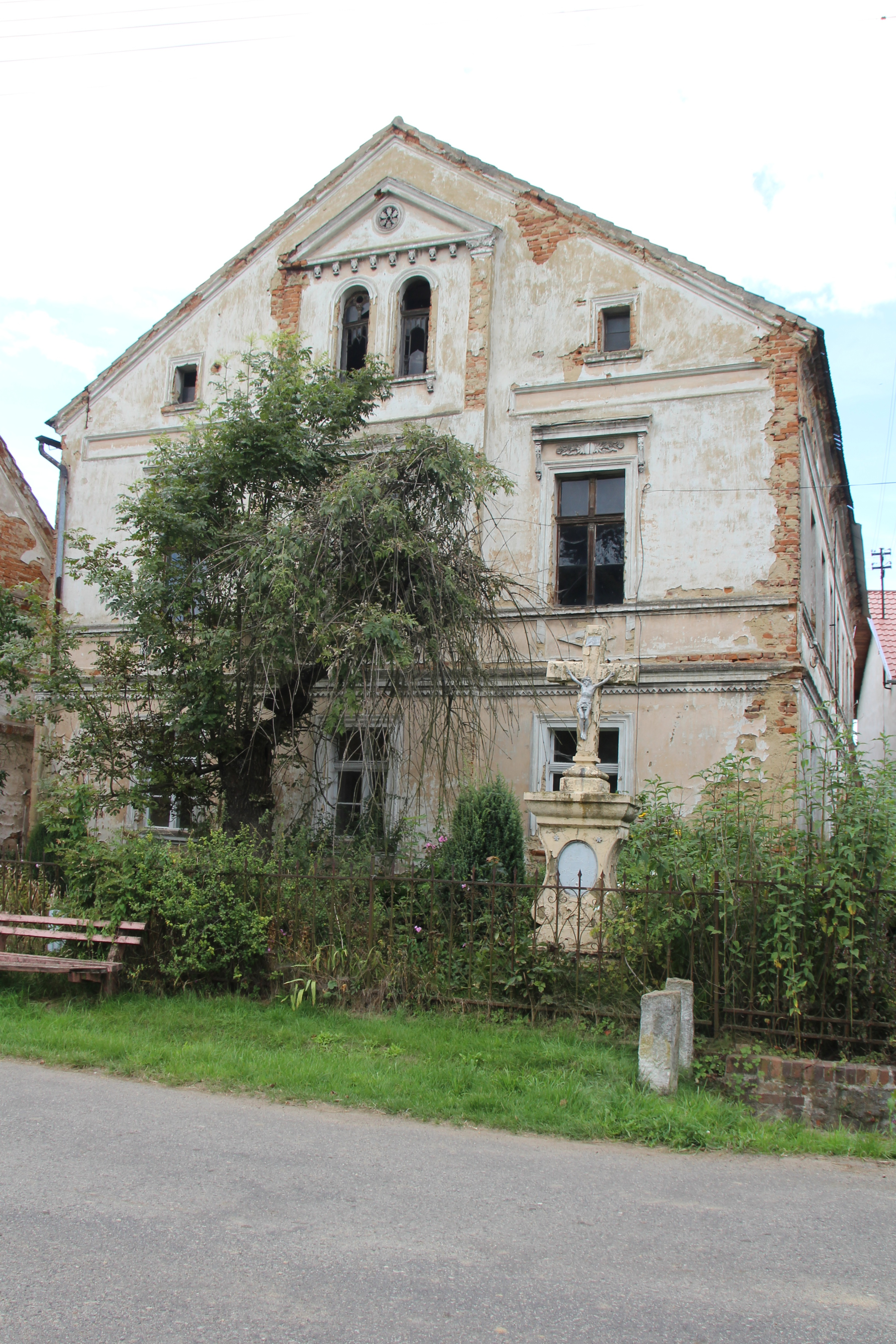
Wohnhaus mit Wegekreuz

Das Dorf wurde 1272 erstmals als villa Ogoni erwähnt. In dem Werk Liber fundationis episcopatus Vratislaviensis aus den Jahren 1295–1305 wird der Ort als Ogon erwähnt. Für das Jahr 1360 ist erneut die Ortsbezeichnung Ogon überliefert.
Nach dem Ersten Schlesischen Krieg 1742 fiel Ogen mit dem größten Teil Schlesiens an Preußen.
Nach der Neuorganisation der Provinz Schlesien gehörte die Landgemeinde Ogen ab 1816 zum Landkreis Grottkau im Regierungsbezirk Oppeln. 1845 bestanden im Dorf eine Schmiede sowie 38 weitere Häuser. Im gleichen Jahr lebten in Ogen 257 Menschen, allesamt katholisch. 1855 lebten 233 Menschen in Ogen. 1865 bestanden im Ort 11 Bauern-, 10 Gärtner-, 6 Häuslerstellen und 7 Einlieger. Eingeschult waren die Bewohner nach Groß Karlowitz. 1874 wurde der Amtsbezirk Zedlitz gegründet, welcher aus den Landgemeinden Graschwitz, Klein Carlowitz, Ogen, Reisendorf, Reisewitz und Zedlitz und den Gutsbezirken Klein Carlowitz, Reisendorf, Reisewitz und Zedlitz bestand. 1885 zählte Ogen 370 Einwohner.
1933 lebten in Ogen 182 Menschen. Am 22. Juli 1936 wurde der Ort im Zuge einer Welle von Ortsumbenennungen der NS-Zeit in Feldheim umbenannt. 1939 zählte Feldheim 167 Einwohner. Bis zum Kriegsende 1945 gehörte der Ort zum Landkreis Grottkau.
Als Folge des Zweiten Weltkriegs fiel Feldheim 1945 wie der größte Teil Schlesiens unter polnische Verwaltung. Nachfolgend wurde es in Ogonów umbenannt und der Woiwodschaft Schlesien angeschlossen. Die deutsche Bevölkerung wurde weitgehend vertrieben. 1950 wurde es der Woiwodschaft Oppeln eingegliedert. 1999 kam der Ort zum wiedergegründeten Powiat Nyski.

## Sehenswürdigkeiten
- Steinerne Wegekapelle mit Marienstatue
- Steinernes Wegekreuz

## Persönlichkeiten
- Ernst Wahner (1821–1908), Gymnasialprofessor